# 奎威弗爾鎮區 (北卡羅萊納州霍克縣)
奎威弗爾鎮區（英語：Quewhiffle Township）是位於美國北卡羅萊納州霍克縣的一個鎮區。

## 地方資料
奎威弗爾鎮區的面積為141.93平方千米，皆為陸地。根據2020年美國人口普查的數據，當地共有人口4301人，而人口密度為每平方千米30.3人。